# Mary King (Geschäftsfrau)
Mary King († September 1644) war eine erfolgreiche Geschäftsfrau im schottischen Edinburgh im 17. Jahrhundert. Nach ihr ist die örtliche Straße Mary King's Close benannt. 
Sie wurde wahrscheinlich Ende des 16. Jahrhunderts geboren. 1616 heiratete sie den Kaufmann Thomas Nemo (auch Thomas Nimmo). Das Ehepaar hatte vier Kinder: Alexander, Euphame, Jonet und William. 1629 starb Thomas. Daraufhin zog Mary mit ihren fünf bis zwölf Jahre alten Kindern in die damals als King's Close oder Alexander King's Close bekannte Gasse. 
Vermutlich profitierte sie von der Namensgleichheit mit dem in der Stadt angesehenen Anwalt Alexander King, mit dem sie allerdings nicht verwandt war. Bis zu ihrem Tod im September 1644 hatte sie ein beachtliches Vermögen erwirtschaftet.